# Luis Amado-Blanco
Luis Amado-Blanco Fernández (Riberas de Pravia, Asturias, 4 de abril de 1903 – Roma, Italia, 9 de marzo de 1975) fue un poeta, narrador, periodista, diplomático y odontólogo español.

## Biografía
Desde pequeño residió en Avilés, donde realizó los primeros estudios. Después cursó el bachillerato en institutos de Oviedo y de Gijón y se inició en el periodismo a través de la prensa local. Siguiendo las indicaciones de su padre, en 1916, comienza estudios de peritaje industrial en la Academia de la Inmaculada, pero la muerte de este, acaecida en 1917 cambia sus planes y acaba titulándose como odontólogo en Madrid, en 1929. En 1930 estuvo de viaje de novios en la Unión Soviética. En el verano de 1934 fue enviado a Cuba por el Heraldo de Madrid para recoger informaciones sobre la Revolución del 33. Desde La Habana envió una serie de crónicas bajo el título “¿Adónde va Cuba?”, que tuvieron gran resonancia.
De nuevo en España, se graduó en la Escuela de Odontología de Madrid y en 1935 obtuvo la licenciatura en Medicina. Pocos meses después del inicio de la Guerra Civil, en octubre de 1936, buscó refugio en La Habana, donde se estableció. Muy pronto comenzó a colaborar en los diarios Luz, Patria y Avance y a llevar a cabo una activa campaña en defensa de la causa republicana, principalmente a través de las revistas Mensajes y Crónica de España. Ofreció conferencias sobre diversos temas en la Institución Hispanocubana de Cultura, en el Lyceum y Lawn Tennis Club, en el Centro Asturiano y en el Círculo Republicano Español.
Fue profesor de Literatura de la Academia de Artes Dramáticas de la Escuela Libre de La Habana. Como integrante del Patronato del Teatro, a partir de 1942 dirigió varias puestas en escena. En 1943 esta institución estrenó su fábula dramática Suicidio. En el Concurso Nacional Alfonso Hernández Catá obtuvo dos primeras menciones (1945 y 1946) y premio (1951) por sus cuentos Doña Velorio, Sombra y compañía y Sola, respectivamente. Por su quehacer periodístico recibió los premios Enrique José Varona (octubre de 1947) y Justo de Lara (1950), así como tercer premio y premio en el género de artículo del “Juan Gualberto Gómez” (1950 y 1953, respectivamente) y Premio Médico-Periodístico Guillermo Martínez Márquez (1953). Durante muchos años escribió comentarios culturales para el periódico Información. Como estomatólogo logró revalidar en la Universidad de La Habana su carrera y durante muchos años contó con una consulta propia.
Fue secretario de la Sociedad Odontológica Cubana y colaboró en su revista homónima. También fue miembro del Colegio Estomatológico de La Habana, impartió cursos sobre Odontología en la Escuela de Verano de la universidad habanera, dirigió la revista Odontología Clínica y tomó parte como ponente en varios congresos. Su artículo “Peligro y salvación del libro” obtuvo el Segundo Premio en el concurso convocado por la Dirección de Cultura del Ministerio de Educación con motivo de la Feria del Libro de 1950.
Con posterioridad estuvo al frente de la Asociación de Redactores Teatrales y Cinematográficos. Durante este período colaboró además en las revistas Carteles, Bohemia, Lyceum, Verbum, Prometeo y El Progreso de Asturias, entre otras. Tras el triunfo revolucionario de 1959 fue nombrado jefe del Negociado de Divulgación Artística y Cultural del Instituto Nacional de Cultura del Ministerio de Educación, pero poco después fue designado embajador de Cuba en Portugal.
En 1962 pasó a ser embajador permanente en la UNESCO y en el Vaticano, pero con posterioridad conservó sólo el segundo cargo. En el momento de su muerte era el decano del Cuerpo Diplomático acreditado en la Santa Sede.

## Llegada a Cuba
La familia de Amado-Blanco decide salir de Asturias a través de Santander y pasando por Francia dirigirse a Cuba. El 3 de octubre de 1936 llega a Cuba donde contacta con las instituciones españolas pro-republicanas llegando a presidir la sección de cultura de Izquierda Republicana y participando en las actividades del Círculo Republicano Español. Colabora también con varias revistas y publicaciones, entre ellas la revista Nuestra España dirigida por Álvaro de Albornoz. Tras revalidar en la Universidad de La Habana su título de Odontología, vuelve a ejercer su profesión.
Cuando en octubre de 1936 Amado-Blanco llegó a La Habana como exiliado republicano, dejaba tras de sí una prometedora carrera literaria. En España había trabado amistad con poetas de la talla de Juan Ramón Jiménez, Federico García Lorca y Rafael Alberti, era ya una firma conocida en publicaciones como La Gaceta Literaria o Revista de Occidente y había publicado su poemario Norte (1928) y las impresiones de su viaje a la antigua Unión Soviética en 8 días en Leningrado (1932). En Cuba, país del que adquirió la nacionalidad, mantuvo una destacada labor como autor, director y crítico teatral, literario y de arte, además de publicar los poemarios Poema desesperado (A la muerte de Federico García Lorca) (1937) y Claustro (1942), y una valiosa obra narrativa que comprende los títulos Un pueblo y dos agonías (1955), Doña Velorio. Nueve cuentos y una nivola (1960) y Ciudad Rebelde (1967). Tras el triunfo de la Revolución cubana, desempeñó una larga carrera diplomática, sobre todo como embajador ante la Santa Sede desde 1962 y hasta su muerte en Roma. A este último periodo italiano de su vida corresponde Tardío Nápoles (1970), un poemario que refleja su deslumbramiento ante Nápoles, ciudad en la que vio una posibilidad de regeneración personal y estética. Mediante un discurso intensamente culturalista y vitalista, Amado-Blanco desarrolla en sus páginas una meditación existencial que es también una recapitulación del conjunto de su poesía, al tiempo que se replantea, con lucidez y serenidad, las posibilidades de aceptar el exilio como una vivencia positiva.
En 1950 preside la Agrupación de Redactores Teatrales y Cinematógrafos. En 1959 fue jefe del Departamento de Teatro, Música y Ballet cargo que compaginó con tareas docentes como profesor de Lengua Española y Literatura.

## Obras
- Norte; poemas, Madrid, Imprenta Clásica Española, 1928
- Ocho días en Leningrado, Madrid, Plutarco, 1932
- Poema desesperado (A la muerte de Federico García Lorca), La Habana, Talleres Tipográficos Úcar, García, 1937
- Claustro; poema, La Habana, Talleres Tipográficos Úcar, García, 1942
- Un pueblo y dos agonías; novela; México, Grijalbo, 1955
- Doña Velorio. Nueve cuentos y una nivola, La Habana, Universidad Central de Las Villas, 1960
- Ciudad rebelde (Novela grande), Barcelona, Nova Terra, 1967
- Tardío Nápoles, Madrid, Papeles de Son Armadans, 1970
- Sombra y compañía, La Habana, Letras Cubanas, 1980
- Cuando se llevan la serpiente, La Habana, Unicornio, 2003
- Juzgar a primera vista, La Habana, Centro de Investigación y Desarrollo de la Cultura Cubana Juan Marinello, 2003.